# Патриціо Сала
Патриціо Сала (італ. Patrizio Sala, * 16 червня 1955, Беллуско) — колишній італійський футболіст, півзахисник. По завершенні ігрової кар'єри — футбольний тренер.
Як гравець насамперед відомий виступами за клуб «Торіно», а також національну збірну Італії.

## Клубна кар'єра
Вихованець футбольної школи клубу «Монца». Дорослу футбольну кар'єру розпочав 1973 року в основній команді того ж клубу, в якій провів два сезони, взявши участь у 37 матчах чемпіонату.
Своєю грою за цю команду привернув увагу представників тренерського штабу клубу «Торіно», до складу якого приєднався 1975 року. Відіграв за туринську команду наступні шість сезонів своєї ігрової кар'єри. Більшість часу, проведеного у складі «Торіно», був основним гравцем команди.
Згодом з 1981 по 1989 рік грав у складі команд клубів «Сампдорія», «Фіорентина», «Піза», «Чезена» та «Парма».
Завершив професійну ігрову кар'єру у нижчоліговому клубі «Сольб'ятезе», за команду якого виступав протягом 1989—1990 років.

## Виступи за збірні
1978 року залучався до складу молодіжної збірної Італії. На молодіжному рівні зіграв у 3 офіційних матчах.
1976 року дебютував в офіційних матчах у складі національної збірної Італії. Протягом кар'єри у національній команді, яка тривала 5 років, провів у формі головної команди країни лише 8 матчів. У складі збірної був учасником чемпіонату світу 1978 року в Аргентині.

## Кар'єра тренера
Розпочав тренерську кар'єру невдовзі по завершенні кар'єри гравця, 1991 року, увійшовши до тренерського штабу клубу «Монца».
В подальшому очолював команди клубів «Леффе», «Варезе», «Пістоєзе», «Б'єллезе», «Віз Пезаро», «Валенцана» та «Про Патрія», а також входив до тренерського штабу клубу «Торіно».
Наразі останнім місцем тренерської роботи був клуб «Казале», команду якого Патриціо Сала очолював як головний тренер до 2006 року.

## Титули і досягнення
- Чемпіон Італії (1):

«Торіно»:  1975–76